# モーリス・リッシュ
モーリス・リッシュ（Maurice Risch, 1943年1月25日パリ生まれ）は、フランスの俳優。

## 経歴
フランス国立高等演劇学校で学び、1966年に現代劇の1等賞と古典劇の2等賞を得て卒業する。
ブールヴァール劇場（パリ旧城壁外周部にある多数の劇場の総称）でたちまち成功した彼は、ルイ・ド・フュネスの後押しにより、彼の主演の映画『パリ大混戦』（1966年）や『グランド・ヴァカンス』（1967年）に出演する。1978年には『ルイ・ド・フュネスのサントロペシリーズ』でレギュラーの憲兵役になり、最後の2作に出演する。パスカル・トマ、イヴ・ロベール、ジェラール・ウーリー、クロード・コンフォルテなどの監督の映画のほか、また『Le Führer en folie 狂った総統』（1972年）『Mon curé chez les Thaïlandaises 主任神父様とタイ女たち』（1983年）といったB級映画にも出演した。主に準主役や脇役の出演が多かったが、主役としてはジャン＝マルク・ライゼの漫画が原作の映画『Gros Dégueulasse 最低野郎』（1985年）を演じている。1970年代にはジャック・ヴィルレとその容姿の似ていることからテレビのコメディ番組の人気を二分し、特に映画『トルチュ島の遭難者』では彼と共に兄弟を演じた。
並行して、もっとシリアスな映画としては『Nous ne vieillirons pas ensemble 我々は一緒には老いない』（1972年、モーリス・ピアラ監督）や『終電車』（1980年、フランソワ・トリュフォー監督）、『Beau-père 義父』（1981年、ベルトラン・ブリエ監督）にも出演している。
「典型的フランス映画」の終焉と言われた1980年代中盤以降、モーリス・リッシュは次第に映画のスクリーンから姿を消し、その活動の舞台を演劇に移していった。